# كيم هاوجين
كيم هاوجين (بالنرويجية: Kim Haugen)‏ (و. 1958  م) هو ممثل هزلي، وممثل مسرحي نرويجي، ولد في أوسلو.
و هو زوج المذيعة التلفزيونبة نادية الحسناوي .

## وصلات خارجية
- كيم هاوجين على موقع IMDb (الإنجليزية)
- كيم هاوجين على موقع قاعدة بيانات الفيلم (الإنجليزية)

- كيم هاوجين في قاعدة بيانات الأفلام على الإنترنت